# Strychnos densiflora
Strychnos densiflora là một loài thực vật có hoa trong họ Mã tiền. Loài này được Baill. miêu tả khoa học đầu tiên năm 1879.